# Calcarius
Calcarius és un gènere d'ocells de la família dels calcàrids (Calcariidae).

## Taxonomia
Segons la Classificació del Congrés Ornitològic Internacional (versió 14.2, 2024) aquest gènere està format per tres espècies:
- Calcarius lapponicus - repicatalons de Lapònia[3]
- Calcarius ornatus - repicatalons pitnegre[4]
- Calcarius pictus - repicatalons de Smith[5]